# Sonok
Sonok is een bestuurslaag in het regentschap Sumenep van de provincie Oost-Java, Indonesië. Sonok telt 2932 inwoners (volkstelling 2010).